# Taingy
Taingy korábbi község (település) Franciaországban, Saône-et-Loire megyében. 2017. január 1-jén Fontenailles és Molesmes községgel egyesült és Les Hauts de Forterre új község része lett.
Lakosainak száma 259 fő (2018. január 1.). Taingy Ouanne, Druyes-les-Belles-Fontaines, Molesmes, Sementron és Sougères-en-Puisaye községekkel határos.

## Népesség
A település népessége az elmúlt években az alábbi módon változott:
| Lakosok száma | 310  | 315  | 531  | 265  | 259  |
|               | 2013 | 2015 | 2016 | 2017 | 2018 |